# Religious Technology Center

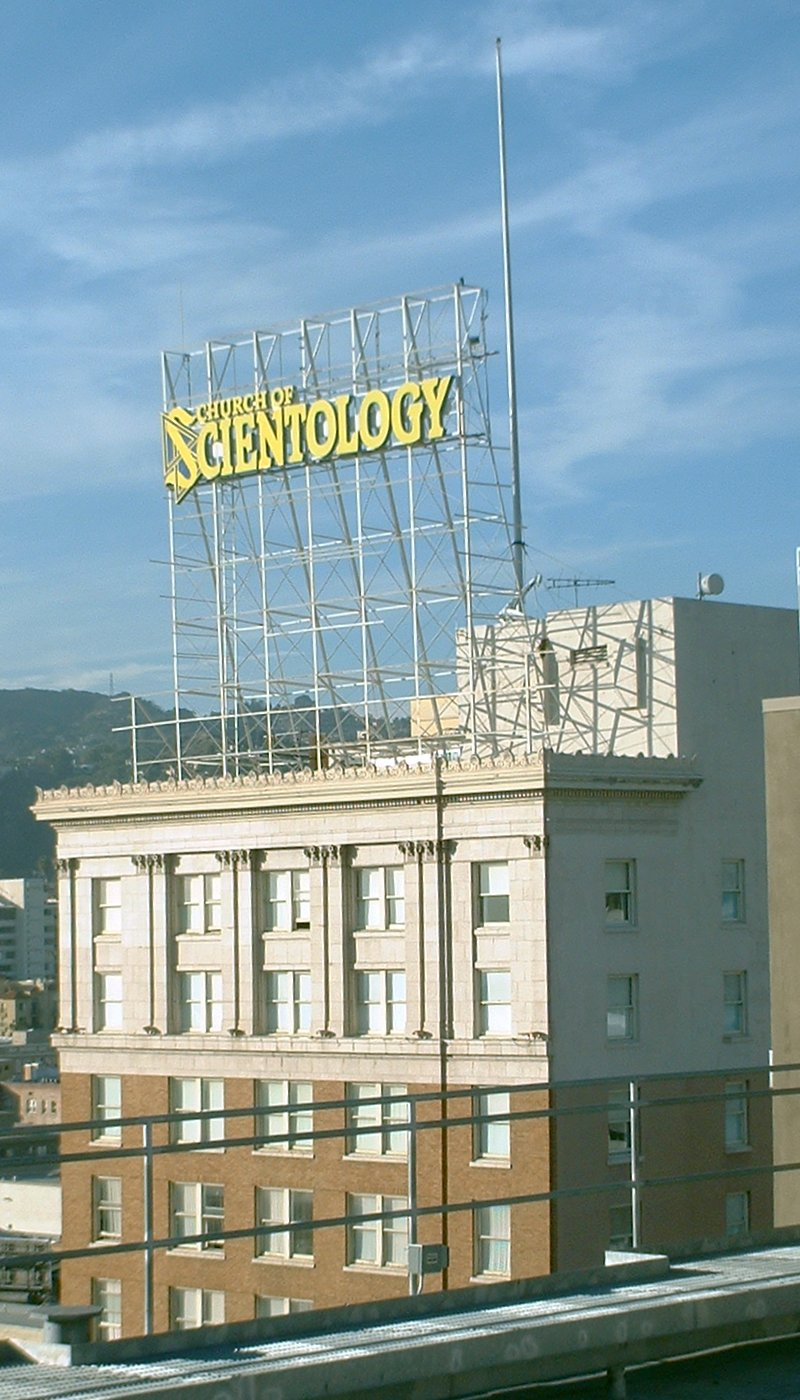
Gebouw van het RTC in Los Angeles.

Het Religious Technology Center (RTC) is een Amerikaans non-profitbedrijf dat door de Scientologykerk werd opgericht om de geregistreerde merknamen, symbolen en auteursrechtelijk beschermde geschriften van Scientology en Dianetica te beheren. Tevens worden licenties verstrekt aan de kerken en organisaties van Scientology.
L. Ron Hubbard gaf de handelsmerken in 1982 aan het Religious Technology Center, met als doel om de zuiverheid en integriteit van Scientology te waarborgen. De teksten zelf zijn het eigendom van een andere tak van de Scientologykerk, de Church of Spiritual Technology. RTC is gevestigd in Riverside County, Californië. 
Woordvoerders van het bedrijf beweren dat RTC geen rol heeft in het dagelijkse bestuur van de controversiële geestelijke beweging Scientology. Verschillende ex-leden van Scientology beweren echter dat het RTC en diens leider, David Miscavige, een sturende rol spelen binnen Scientology.
Het RTC voert rechtszaken als naar zijn mening de auteursrechten zijn geschonden.